# 大川航
大川 航（おおかわ こう、2000年3月27日 - ）は、日本の俳優である。静岡県沼津市出身。BLUE LABEL所属。

## 略歴
進路に悩んでいた高校3年生の時に、祖父が経営するウィンドサーフィンの店がドラマの撮影で使われることになって磯村勇斗が訪れ、そこでエキストラとして参加。それがきっかけとなって俳優を志す。

## 人物
- 趣味：ウィンドサーフィン、少林寺拳法[4]
- 特技：一人旅、体を動かすこと[4]

## 出演

### テレビドラマ
- 激レアさんを連れてきた。ドラマシアター激アツ!! ヤンキーサッカー部（2018年9月21日、28日、テレビ朝日） - 新入部員 役
- 私のおじさん〜WATAOJI〜（2019年3月8日、テレビ朝日）
- ケイジとケンジ〜所轄と地検の24時〜（2020年1月16日 - 3月12日、テレビ朝日） - 小宮山薫 役
- 荒ぶる季節の乙女どもよ。 第2話（2020年9月16日〈15日深夜〉、MBS・TBS） - 後輩編集者 役
- だから私はメイクする 第1話（2020年10月8日〈7日深夜〉、テレビ東京） - 二木高志 役
- 警視庁強行犯係 樋口顕 第4話（2021年2月5日、テレビ東京） - 斎藤 役
- 明日、私は誰かのカノジョ（2022年4月13日、MBS・TBS） - 翔平 役

### 映画
- ガールズドライブ（2023年11月10日、キグ―）[5]

### バラエティー
- ボキャブライダー（2019年、NHK Eテレ） - スキット担当

### 情報番組
- ORANGE「大川航のおひとりさんぽ」（2020年3月31日 - 、静岡放送） - 火曜日→木曜日レギュラー

### オーディオドラマ
- クールな先輩とハツコイ模様（2021年11月5日 - 2022年1月7日、Spotify） - 山田 役[6]

### MV
- 天月「フタリノクニ」（2022年）